# Tylotropidius rufipennis
Tylotropidius rufipennis är en insektsart som beskrevs av Yin och You 2006. Tylotropidius rufipennis ingår i släktet Tylotropidius och familjen gräshoppor. Inga underarter finns listade i Catalogue of Life.